# Liste der Baudenkmale in Neuhardenberg
In der Liste der Baudenkmale in Neuhardenberg sind alle denkmalgeschützten Gebäude der brandenburgischen Gemeinde Neuhardenberg und ihrer Ortsteile aufgelistet. Grundlage ist die Veröffentlichung der Landesdenkmalliste mit dem Stand vom 31. Dezember 2020.

## Legende
In den Spalten befinden sich folgende Informationen:
- ID-Nr.: Die Nummer wird vom Brandenburgischen Landesamt für Denkmalpflege vergeben. Ein Link hinter der Nummer führt zum Eintrag über das Denkmal in der Denkmaldatenbank. In dieser Spalte kann sich zusätzlich das Wort Wikidata befinden, der entsprechende Link führt zu Angaben zu diesem Denkmal bei Wikidata.
- Lage: die Adresse des Denkmales und die geographischen Koordinaten. Link zu einem Kartenansichtstool, um Koordinaten zu setzen. In der Kartenansicht sind Denkmale ohne Koordinaten mit einem roten beziehungsweise orangen Marker dargestellt und können in der Karte gesetzt werden. Denkmale ohne Bild sind mit einem blauen bzw. roten Marker gekennzeichnet, Denkmale mit Bild mit einem grünen beziehungsweise orangen Marker.
- Bezeichnung: Bezeichnung in den offiziellen Listen des Brandenburgischen Landesamtes für Denkmalpflege. Ein Link hinter der Bezeichnung führt zum Wikipedia-Artikel über das Denkmal.
- Beschreibung: die Beschreibung des Denkmales
- Bild: ein Bild des Denkmales und gegebenenfalls einen Link zu weiteren Fotos des Baudenkmals im Medienarchiv Wikimedia Commons

## Denkmalbereich
| ID-Nr.   | Lage                 | Bezeichnung                                                                       | Beschreibung | Bild                                                                              |
| -------- | -------------------- | --------------------------------------------------------------------------------- | --- | --------------------------------------------------------------------------------- |
| 09180219 | Neuhardenberg (Lage) | Ortserneuerung Neuhardenberg. Denkmalbereichssatzung für die historische Ortslage | Die Dorfkirche wurde von 1804 bis 1809 und das Schloss von 1820 bis 1822 nach Entwürfen Schinkel erbaut. Ab 1814 war das Dorf im Besitz des Staatskanzlers Karl August Fürst von Hardenberg, in diesem Zeitraum wurde das Dorf in Neuhardenberg umbenannt. | Ortserneuerung Neuhardenberg. Denkmalbereichssatzung für die historische Ortslage |

## Baudenkmale

### Altfriedland
| ID-Nr.            | Lage                       | Bezeichnung                                                                                            | Beschreibung | Bild           |
| ----------------- | -------------------------- | --- | --- | -------------- |
| 09180822          | (Lage)                     | Grabstätte der Luise von Oppen, geb. Gräfin von Itzenplitz, auf dem Friedhof                           | | weitere Bilder |
| 09181017          | Fischerstraße 22 (Lage)    | Wohnhaus mit Wasch- und Backhaus, Stallgebäude und straßenseitiger Grundstückseinfriedung              | | weitere Bilder |
| 09180821 Wikidata | Fischerstraße 36-39 (Lage) | Gutsanlage mit Gutshaus, Röbelschem Haus, Scheune, straßenseitiger Grundstückseinfriedung und Gutspark | siehe auch Gutspark Altfriedland | weitere Bilder |
| 09180263 Wikidata | Klosterstraße (Lage)       | Klosterkirche der Zisterzienserinnen-Klosteranlage mit Refektorium und Klostergarten                   | Die ehemalige Zisterzienserinnenklosterkirche ist heute die evangelische Kirche. Das Kloster Friedland wurde 1271 das erste Mal erwähnt, im Jahre 1546 wird das Kloster aufgehoben. Die Nonnen ziehen 1568 aus dem Kloster aus, danach verfällt die Kirche. Im Jahre 1734 wird die Kirche erneuert. Im Zweiten Weltkrieg wird die Kirche stark beschädigt, bis 1950 ist sie wieder aufgebaut. | weitere Bilder |
| 09180266          | Meirangasse 1 (Lage)       | Pfarrhaus                                                                                              | Das Pfarrhaus stammt aus dem Jahr 1633. Das eingeschossige Haus mit einem Krüppelwalmdach steht gegenüber der Kirche. | weitere Bilder |

### Bärwinkel
| ID-Nr.   | Lage             | Bezeichnung | Beschreibung | Bild           |
| -------- | ---------------- | --- | --- | -------------- |
| 09180582 | Bärwinkel (Lage) | Vorwerk Bärwinkel mit Verwalter- und Molkenhaus, den Resten von zwei Kuhstallgebäuden, Landschaftspark und historischen Freiflächen | Das Vorwerk Bärwinkel gehörte zum Gut Vorwerk. Erbaut wurde der Hof von 1801 bis 1803. Es ist ein sechsseitiger Hof, der Entwurf stammt von Schinkel. Erste Teile des Vorhofes verfilen bereits Ende des 19. Jahrhunderts, weitere Teile wurden im Zweiten Weltkrieg zerstört. Erhalten geblieben ist das Verwalter und das Molkenhaus. | weitere Bilder |

### Neuhardenberg
| ID-Nr.            | Lage                        | Bezeichnung | Beschreibung | Bild                                                                                    |
| ----------------- | --------------------------- | --- | --- | --------------------------------------------------------------------------------------- |
| 09180573 Wikidata | Karl-Marx-Allee 26 (Lage)   | Dorfkirche mit Anbau, Grabmal für Fürst von Hardenberg und Grabstätten der Familie von Hardenberg                      | Die evangelische Kirche wurde von 1815 bis 1817 von Schinkel errichtet, nachdem die Vorgängerkirche 1801 bei einem Brand zerstört wurde. An der Ostseite befindet sich die Grabstätte von Hardenberg. Die Kirchendecke ist nach Schinkel mit einem Sternenhimmel ausgemalt. Der Taufständer ist ebenfalls von Schinkel gestaltet worden. | weitere Bilder                                                                          |
| 09180144          | Karl-Marx-Allee 51 (Lage)   | Wohnstallhaus | | Wohnstallhaus                                                                           |
| 09180580          | Karl-Marx-Allee 77 (Lage)   | Wohnhaus mit Scheune und Stall                                                                                         | | weitere Bilder                                                                          |
| 09180790          | Karl-Marx-Allee 82 (Lage)   | Wohnhaus mit Scheune                                                                                                   | Giebelständiges Mittelflurhaus, 1803 als Wohnstallhaus in Fachwerkbauweise errichtet. Ursprünglich mit schwarzer Küche, Mantelschornstein und Reetdach. | Wohnhaus mit Scheune                                                                    |
| 09180902          | Karl-Marx-Allee 134 (Lage)  | Wohnhaus | | Wohnhaus                                                                                |
| 09180930          | Neudorf 28 (Lage)           | Hofanlage mit Wohnhaus, Backhaus, Stallgebäude, Scheune und straßenseitiger Einfriedung                                | | Hofanlage mit Wohnhaus, Backhaus, Stallgebäude, Scheune und straßenseitiger Einfriedung |
| 09180581          | Neudorf 36 (Lage)           | Wohnhaus und Stall | | Wohnhaus und Stall                                                                      |
| 09180852          | Oderbruchstraße 3 (Lage)    | Hofanlage, bestehend aus Wohnhaus, drei Wirtschaftsgebäuden und Einfriedung                                            | | Hofanlage, bestehend aus Wohnhaus, drei Wirtschaftsgebäuden und Einfriedung             |
| 09180574 Wikidata | Schinkelplatz 4-6, 8 (Lage) | Gutsanlage mit Schloss, zwei Kavaliergebäuden, Orangerie sowie Schlosspark mit Eiskeller und Denkmal für Friedrich II. | Das Schloss wurde 1786 erbaut, das heißt im Todesjahr Friedrichs des Großen, möglicherweise aber auch schon früher, denn laut Theodor Fontane soll Friedrich der Große bemerkt haben: „Er baut ja ein Schloss! Er will ja hoch hinaus!“, woraufhin Joachim Bernhard von Prittwitz auf die Beletage verzichtet haben soll und es bei einer eingeschossigen Dreiflügelanlage mit hohem Mansarddach beließ. 1792 wurde im Park nach Entwürfen von Johann Wilhelm Meil (1733–1805) ein Denkmal für Friedrich den Großen errichtet. | weitere Bilder                                                                          |

### Quappendorf
| ID-Nr.    | Lage                  | Bezeichnung             | Beschreibung | Bild                    |
| --------- | --------------------- | ----------------------- | ------------ | ----------------------- |
| 09180011  | Lindenstraße 2 (Lage) | Alte Schule             |              | Alte Schule             |
| 09180626, | Lindenstraße 4 (Lage) | Wohnhaus mit Hofgebäude |              | Wohnhaus mit Hofgebäude |
| 09180625  | Oderweg 1 (Lage)      | Wohnhaus                |              | Wohnhaus                |
| 09180225  | Oderweg 2 (Lage)      | Wohnhaus                |              | Wohnhaus                |

### Wulkow
| ID-Nr.            | Lage                     | Bezeichnung                        | Beschreibung | Bild                               |
| ----------------- | ------------------------ | ---------------------------------- | --- | ---------------------------------- |
| 09180742 Wikidata | Hauptstraße 40 (Lage)    | Dorfkirche                         | Die Kirche wurde zu Beginn des 16. Jahrhunderts erbaut. Es ist ein Feldsteinbau im Stil der Spätgotik, der Turm ist ein Fachwerkturm. Das Innere stammt aus dem Jahr 1709. Es ist ein Kanzelaltar mit einem Abendmahlgemälde und einem Kanzelkorb mit Akanthusschnitzwerk. | weitere Bilder                     |
| 09180870          | Hauptstraße 44-48 (Lage) | Wohnhäuser (sogenannte Gipshäuser) | | Wohnhäuser (sogenannte Gipshäuser) |